# 中島大輔 (写真家)
中島大輔（なかしま だいすけ、1983年 - ）は日本の写真家。
対象を分断する独特のフレーミングと、突き放したクールな構成が特徴、ヒストリーやアイデンティティなど、個を特定する要素が取り除かれた写真作品を制作している。
牛腸茂雄の夭折により、理解されることなく途絶えたコンポラ写真の系譜を受け継ぐ作家として、安村崇、小山泰介、武田陽介、西澤諭志らと共に美術評論家の清水穣にネオ・コンポラと論じられている。

## 経歴
- 1983年 大阪府生まれ
- 2006年 関西大学 社会学部 社会学科 産業心理学専攻 卒業
- 2006年 Mio写真奨励賞　審査員特別賞（笠原美智子選）
- 2007年 ビジュアルアーツ専門学校・大阪 写真学科 夜間部 卒業
- 2007年 第16回写真新世紀　準グランプリ（飯沢耕太郎選）
- 2008年 ビジュアルアーツフォトアワード　大賞
- 2008年 写真集『each other』（青幻舎）刊行

## 個展
- 「each other」（Visual Arts Gallery、東京、2008）
- 「each other」（Visual Arts Gallery、大阪、2009）
- 「イメージの感触 | taken with iPhone」(伊藤忠青山アートスクエア、東京、2016）